# 誤給油

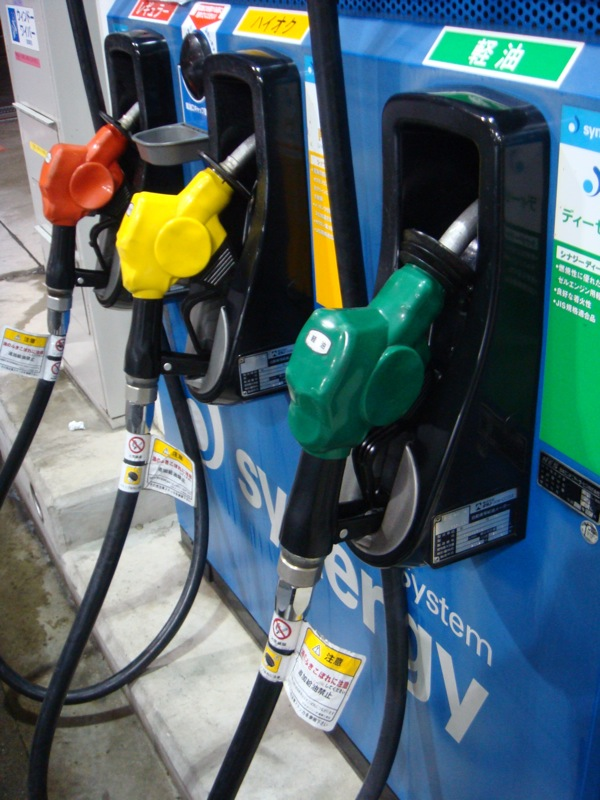
セルフ式ガソリンスタンドのノズルの色分け
誤給油防止のため、ハイオクは黄色、レギュラーは赤、軽油は緑、灯油は青で統一されている。

誤給油（ごきゅうゆ）とは自動車・機器に不適当な種類の燃料油を誤って給油する事である。主に自動車へのガソリンと軽油の入れ間違いを指す。誤給油によって、エンジン内で正常な燃焼が行われなくなり、エンジンが掛からない、出力が低下する、故障するなどの悪影響がある。また、灯油用の暖房機器にガソリンを入れると火災につながり、極めて危険である。

## 誤給油の原因

### ガソリンスタンドでの誤給油
ガソリンスタンドでの誤給油は、主にセルフ式で起こっているが、セルフサービス・フルサービスによらず、「トラックはディーゼル」という思い込みでガソリン車のトラックに軽油を入れたり、借りた車で燃料の種類が違っているなど、単純なミスや勘違いによって起こる。

### ユーザーによる誤給油
主にセルフ式ガソリンスタンドで発生する。ガソリン車への軽油の給油が頻発しているとされ、軽油の「軽」を軽自動車と混同するケースもみられる。
背景として、2004年後半ごろからの原油価格の高騰によりガソリン価格も上昇し、フルサービスに慣れたユーザーが安いガソリンを求めてセルフ式に移行したことが挙げられる。給油装置の表記を「軽油」から「ディーゼル」に変更するという防止策も一部で行われている。なお、このような事故防止の手法として、すでに車のタンクに入っている油がガソリンなのか軽油なのかを判別するセンサーを設けたガソリン計量器が開発されている。

### ガソリンスタンド側に起因する誤給油
タンクローリーからガソリンスタンドの地下タンクへの注入の際に油種を間違えるミス（コンタミネーション）はしばしば起きている。POSシステムなどでの管理方式や、無人荷卸システム等混油防止装置類や、キー管理などのマニュアル化などの対策をしているが、それでも油種ミスを起こしたガソリン混入灯油の回収騒ぎは起きている。逆にこのようにして灯油が混合したガソリンを故意に販売したケースもある。また、ガソリンスタンド工事での配管ミスにより、ハイオクとレギュラーの誤給油が発生するという例も発生している。
ガソリンスタンドへ供給する際にも誤給油が起こりうる。隠岐島では燃料油を陸揚げする時点で誤給油がおこり、そのまま島内のガソリンスタンドに配給されたため、島内での販売がいっせいに停止し、島内の交通・経済が一時期麻痺した事例もある。
非常に珍しい例として、タンクローリーのパーティションにひびが入っていたため、タンク内で灯油とガソリンが混ざってしまい、混合状態の灯油とガソリンがそのままスタンドのタンクへ注入されてしまったという事故も起きている。

### 家庭などでの誤給油
家庭でもっとも使われる石油は灯油であるが、農家などでは農機具や機械の燃料としてガソリンや軽油を保管している場合がある。また、配達にオートバイを使う店舗では燃料のガソリンを保管している場合がある。ガソリンは専用金属容器での保管が義務付けられているが、それを灯油用のポリタンクで代用するなど、ずさんな管理によって石油ストーブにガソリンを誤給油し、出火する事故が起きている。

## 誤給油のエンジンへの影響
一般に、エンジンがかからない、排気ガスに煙が混じる、馬力が出ない、などの症状がでる。給油後にこのような症状が出た場合、速やかにエンジンを止めて整備・修理する必要がある。給油直後に誤給油が判明した場合は決してエンジンをかけてはならない。
ガソリンエンジンに軽油を給油した場合
エンジンをかけても直ちに重大な故障は起こらず、燃料、エンジンオイル、点火プラグの交換など、比較的簡単な整備ですむ場合が多い。軽油だけならば始動すらできないが、誤給油しても普通はエンジン手前の燃料パイプにガソリンが残っているのでエンジンは掛かる。多少は走行できるが、軽油はガソリンほど気化しないため不完全燃焼により点火プラグが汚れてエンジンが止まる。走行できる距離はガソリンと軽油の混合比、つまり、元々タンクに残っていたガソリンの量と誤給油した軽油の量によるのでまちまちである。軽油と性質が似た灯油の場合でも同様と思われる。
ハイオク（プレミアム）ガソリン指定エンジンにレギュラーガソリンを給油した場合
ハイオクとレギュラーは油種としては同じガソリンであり、トヨタ・2ZZ-GEエンジンなどレギュラー厳禁のエンジン以外では大抵の場合セーフモードになる（出力の低下等）ため直ちに深刻なダメージはないが、故障につながる場合もある（詳しくは高オクタン価ガソリンを参照）。
ディーゼルエンジンにガソリンを給油した場合
ガソリンには十分な潤滑性がないため、燃料噴射ポンプが破損して、深刻な故障を起こすと言われている（乗用車に主に用いられる分配型噴射ポンプは燃料でポンプを潤滑するためガソリンでは故障する。トラックなどで用いられる列型ポンプではエンジンオイルで潤滑されるため、直ちに噴射ポンプの故障とはならない）。実際には元々残っていた軽油と混合されるので始動・走行できるが、馬力が落ち、排気ガスに白煙が混じる。やがては噴射ノズルの故障を起こす。
ディーゼルエンジンに灯油を給油した場合
軽油と灯油は性質が近いため直ちに深刻な故障には至らないが、灯油を燃料として自動車で公道を走ることは不正軽油として違法となり、手違いによるものであっても識別剤の検出を理由に検挙される可能性がある。また軽油にはディーゼルエンジンに用いるための潤滑剤を含む様々な添加剤が加えられている事があるが、灯油にそのような処理はされておらず故障の原因になる。

## 日本における統計
JAFへの救援要請の統計（2007年12月1日～2008年1月31日）が発表され、マスメディアでも報道された（2008年2月7日 Carview、2008年2月16日 読売新聞、RKB毎日ほか）。
- 発生件数：337件
- 種類
  - ガソリン車に軽油：195
  - ディーゼル車にガソリン：126
  - ガソリン車に灯油：16
- 男女比：247:57
- 発生場所
  - セルフ式ガソリンスタンド：246
  - 有人ガソリンスタンド：32

## 日本国外における事例
イタリア語では軽油を「gasolio」と表記するため、外国人がガソリンと思って誤給油する例がみられる。